# 栗村風香
栗村 風香（くりむら ふうか・2000年〈平成12年〉4月30日 - ）は、日本の女性アイドル。東北地方のガールズユニット『Dorothy Little Happy』に在籍する唯一のメンバー（2024年12月現在）である。宮城県仙台市出身。

## 略歴
小学生の頃から仙台市の芸能事務所『ステップワン』に入所し、2010年1月30日にZepp Sendaiで行われたB♭（ビーフラット）によるライブ・イベント『Rock'n Roll Cover Girls』では、「REX」（レッキス）のメンバーとしてオープニングアクトを担当。2012年6月6日、『Bee☆F.L.T.』（ビーフラット）の第3期メンバーに就任。Party Rocketsに異動した渡邉幸愛からリーダーを引き継いだ。
2014年1月26日、「iDOL Street」ストリート生第5期生のうちの一人として『ストリーーーーーグ②』閉会式（於：日本青年館）で初お披露目。スト生の東北地方出身者による『SENDAI Twinkle☆moon』のメンバーとして活動したが、スト生の体制変更に伴い2015年3月29日にAKIBAカルチャーズ劇場で行われた『iDOL Street ストリート生全校集会〜2014年度終業式〜』をもって卒業した。
その後2016年1月10日より、5人組ガールズユニット『Cracker』（クラッカー）に加入。タワーレコード仙台パルコ店のイメージガールも務めたが、2017年3月30日にCrackerは解散。同年4月よりDorothy Little Happy（以下、ドロシー）の研究生ユニットに当たる『Dorothy Friends』に参加。2018年8月にはショートムービーと融合した舞台作品『まけんグミTHE☆MOVIE オブザーブ〜あなたは今ここでなにをしますか?〜』への出演もあった。
2018年12月16日、ドロシーに最後まで残った初期メンバーの髙橋麻里が卒業すると、翌2019年1月15日に渋谷TAKE OFF 7で行われた『Dorothy Friends ～2019新春LIVE～』において、新体制となったドロシーの正規メンバーに昇格したことが発表される。以後、メンバーの増減やコロナ禍を乗り越えてユニット活動を続けたが、2023年3月18日に渡邉瑚白・齋藤きらら・内海里菜の3人が卒業して以降、新たな相方は現時点で加入しておらず、栗村のみがドロシーを守り続ける形となっている。

## 人物
- 愛称は「ふうちゃん[17]」「くりふう[8][18]」。
- 血液型はA型[19]。
- キャッチフレーズは「出まして、来まして、風香です!」[8]。
- 子供の頃からスノーボードが得意[20]。
- 好きな色は白[9][20]。
- 好きな動物は犬とチンチラ[20]。
- 嫌いな食べ物は野菜と魚介類[20]。
- 3歳下の弟がいる[21]。
- スト生でも共働した前田晴香は小学生時代からの親友で[注 4]、通っていた中学のクラス担任も同じであった[17]。前田は栗村と初対面した際「なんてセクシーな小学生なんだ!」と驚きの声を上げたという[22]。
- 元SUPER☆GiRLSの木戸口桜子は栗村について、「キレイな歌声だけど、おっとりしてマイペースかな?」と評している[18]。
- わーすたの松田美里は「スト生の中で期間限定ユニットを組むとしたら、誰とやりたい?」というブログの質問に対し、栗村と組みたいと述べていた[23]。
- 歴代のドロシーメンバーとしては髙橋麻里[注 5]・白戸佳奈[注 6]に次いで3番目に在籍期間が長い。

## 楽曲
※ここでは、栗村がドロシーに正式加入してから新規制作された楽曲を記述する。いずれの楽曲も2024年時点でCD化されていない。
| 曲名                     | 備考 | 出典   | 動画                                                       |
| ------------------------ | --- | ------ | ---------------------------------------------------------- |
| Movie Star               | 2019年9月15日に仙台MACANAで行われた『MACANA COLLECTION』で初披露。振付はAzPlusが担当。 | [ 25 ] |                                                            |
| キミがふざけてキスした時 | ドロシーの代表曲「デモサヨナラ」発売から11年を経た2022年3月16日に発表された楽曲。 作詞・作曲はB♭の代表曲「Hi So Jump!」を手掛けたtaracoが担当。 | [ 26 ] | 【キミがふざけてキスした時】Dorothy Little Happy - YouTube |
| 桜スキップ               | 渡邉瑚白・齋藤きらら・内海里菜の卒業公演となった2023年3月18日に仙台・ROCKATERIAで行われた『Dorothy Little Happy 2023 定期LIVE vol.2』で初披露したバラード。 アニメ『NEW GAME!』（2016年）の主題歌だった「SAKURAスキップ」（歌唱：fourfolium）とは無関係。 | [ 16 ] |                                                            |
| アルミラージ             | 2023年4月29日に仙台・ROCKATERIAで行われた 『Dorothy Little Happy〜2023 定期LIVE vol.3 〜風香Birthday LIVE〜』で初披露。作詞は栗村自身が手掛けた。 | [ 27 ] |                                                            |

## 出演

### ラジオ
- 下北FM『DJ Tomoaki's Radio Show!』（2019年3月28日放送）
ドロシーメンバーとしてゲスト出演。当時NMB48メンバーだった久代梨奈と共演した[動画 2]。

### 舞台
- まけんグミTHE☆MOVIE ｢オブザーブ〜あなたは今ここでなにをしますか?〜｣（2018年8月18日 - 8月19日、新宿角座）[12]

### ライブ
- ROCK A JAPONICA LEVELING TOUR 2019 〜中野へGO〜 Phase2（2019年3月23日、仙台・LIVE HOUSE enn 2nd）
ドロシーメンバーとしてゲスト出演。ロッカジャポニカメンバーと共に「デモサヨナラ」を歌唱した[28][動画 3]。